# 阮飛卿
阮飛卿（越南语：／，1335年—1429年），原名阮應龍，号蕊溪，越南胡朝官员、诗人。

## 生平
阮飞卿是上福縣（今屬河內市常信縣）人，出身寒门，自幼即以才华出名。宗室陈元旦所看中他的文采，命他教自己的女儿陈氏太。阮应龙用喃字诗歌挑逗陈氏太，便与陈氏太私通。教习陈元旦另一个女儿陈氏台的阮汉英，也效仿他的方法。后来陈氏太怀孕，阮应龙逃去。陈元旦问阮应龙去了哪里，家人答复称已经畏罪逃跑。陈元旦派人将他们召回，赦免了他们的罪，并以司马相如和卓文君的故事来勉励他们。二人感恩戴德，发奋读书，中进士，在殿试中被定为榜眼。阮飞卿一路官至通章大夫、大理寺卿。后来陈艺宗得知了阮应龙的此事后，心中厌恶，认为他以下犯上，因而罢黜不用。阮应龙郁郁不得志，写下了许多诗歌抒发自己的情感。
1400年，胡季犛篡夺陈朝皇位后，知他有才能，将他改名为阮飞卿，任命他为翰林学士，辅佐胡汉苍。后来历任同章大夫、大理寺卿兼中书侍郎、国子监司业等职。
1407年明朝军队南下入侵胡朝，阮飞卿参加了抗明战争。在鹹子關（位于今越南兴安省快州县鹹子社）一役中，胡朝军队主力遭遇明军的埋伏而全军覆没，阮飞卿被迫投降。安南被明朝吞并后，阮飞卿与胡季犛、胡汉苍以及一众胡朝官员被明军俘虏到了金陵（今中国南京）。其子阮廌送他至南关隘口（今友谊关），恸哭不愿返回。阮飞卿劝他回去，要他将来为父报仇、为国雪恨。阮廌听从了，后来辅佐黎利反抗明朝统治，开创后黎朝。
1429年，阮飞卿病逝于中国。著作有《溪诗集》一卷，此外《全越诗录》中保存有其诗作77首。 

## 後世紀念
2020年12月，河內市人民委員會決定將常信縣的一條道路上命名爲“阮飛卿路”。